# Gewog di Khoma
Il gewog di Khoma è uno degli otto raggruppamenti di villaggi del distretto di Lhuntse, nella regione Orientale, in Bhutan.